# Sergio Peraza
Sergio Andrés Peraza Ávila (Ciudad de México, 1966) es un pintor, escultor y dibujante.

## Biografía
Estudió la Licenciatura en Artes Visuales en la Escuela Nacional de Artes Plásticas (FAD-UNAM) y un diplomado en Diseño Gráfico en la Universidad de Guadalajara (UAG). En 1992 hizo una especialización en Ceramic Shell bronze casting en la Fine Arts University of Pennsylvania en Estados Unidos y en Escocia hizo una residencia en Glasgow Sculpture Studios.

## Exposiciones
En 1988 participa en la exposición colectiva internacional Sculpture open '88' en RHA Gallagher Gallery y forma parte de The International Conference on Sculpture Trinity College, Dublin Irlanda. Realizó su primera exposición individual llamada "Perazos de Peraza" en 1994, la cual se llevó a cabo en el Centro Cultural y Social Veracruzano, en la Ciudad de México. En 1998 presentó su exposición individual "Formas infieles" en el Centro Cultural Jaime Torres Bodet del Instituto Politécnico Nacional. En 1997 inaugura su exposición individual  "D' un siècle à l'autre" pinturas, esculturas y obra gráfica en la Embajada de México en París, la exposición fue inaugurada por Jorge Carpizo y Mario Ojeda. En el año 1998 formó parte de la exposición "Reencuentro, escultores Humberto Peraza Ojeda y Sergio Peraza Avila" en el Museo de la Isla de Cozumel. En 1999 presentó otra exposición individual titulada "Singularidades de Sergio Peraza", en la Secretaría de Comunicaciones y Transportes, en la Ciudad de México.
En el año 2000 presentó una exposición individual "Obra caliente para días fríos" en la galería en la galería Atelier des Roches en Metz, Francia. En el Museo Del Templo Mayor de la Ciudad de México, presentó su colección de “XoloArte” en la exposición temporal “ De Ánimas y Perros”. En 2001 presenta la exposición individual "Sergio Peraza, Remodelando Sueños" en la Plaza Juárez de la Secretaría de Contraloría y Desarrollo Administrativo. En 2002 fue el escultor Fundador del Jardín de los Compositores Mexicanos en la Ciudad de México y en ese mismo año se presentó la exposición individual "Sergio Peraza, esculturas y pinturas"  en la Galería Universitaria de la Universidad Autónoma de Aguascalientes (UAA). En el año 2003 presenta la exposición "Sergio Peraza: Si las manos ven, los ojos sienten", en la sala de Exposiciones CEVIDE, de la Universidad Autónoma de Hidalgo (UAEH). En el 2004 se presentó una muestra de sus esculturas en la Feria Internacional del Libro del Palacio de Minería. En 2005, para celebrar 10 años de actividad profesional, realiza las exposiciones "El alma entre mis manos, sueños y recuerdos de 10 años", en la Galería de la Ciudad, Instituto de Cultura de Baja California, y "Lahun Ha' Ab 10 años del escultor Sergio Peraza", en el Centro Cultural Universitario en Mérida. En 2008 presentó una exposición individual en la H. Cámara de Diputados de San Lázaro y en 2009 es invitado por la Academia de Bellas Artes de Francia para exponer su obra bajo el alto patronazgo del Presidente de la República Francesa, Monsieur Nicolas Sarkozy en la sala Le Nôtre, Carrousel du Louvre, del Museo del Louvre. También ha expuesto en Chicago en La Llorona Art Gallery y en La Feria de Países en Medellín, Colombia.
En el 2014, presentó la exposición individual "Xoloarte, del Maestro Sergio Peraza", en el auditorio Jesús Virchez de la Universidad Autónoma Metropolitana. En 2018 se presentó su obra en la Biblioteca Daniel Cosío Villegas, de El Colegio de México, en una exposición titulada "Los Rostros de las Letras". 
Fue artista invitado por la Ekaterinburg Art Foundation en Rusia, en la que participó en la exposición de escultores internacionales "A la Unidad familiar-Unidad del mundo". Es miembro del International Sculpture Center con sede en Washington D. C.

## Esculturas
Ha realizado bustos de Gonzalo Curiel, José Antonio Zorrilla, Luis Arcaraz, Chava Flores, Juan Záizar, Consuelo Velázquez, José Alfredo Jiménez, Luis Demetrio, Italo Calvino, Gabriela Mistral, Ramón López Velarde, Amado Nervo, Manuel Gamio, Efraín Huerta, Beatriz Ramírez de la Fuente, Miguel León Portilla, Silvio Zavala, Leopoldo Zea, Octavio Paz, y Carlos Fuentes.
El 15 de julio de 2014 se develó su escultura más grande hecha de bronce "Virgen del Carmen Stella Maris" de 12 m de altura, 14 toneladas de peso, ubicada en Ciudad del Carmen, Campeche, la elaboración de esta escultura tomó más de quince meses. En 2014 elaboró una escultura de bronce de Felipe Carrillo Puerto, para la Universidad Autónoma de Yucatán (UADY) la cual se encuentra a las puertas de la biblioteca del Campus de Ciencias Sociales, Económico, Administrativas y Humanidades. En las aguas de Cozumel, Quintana Roo, se encuentran sumergidos a 8 metros de profundidad, el busto en bronce del buzo mexicano Ramón Bravo y el de la oceanógrafa Silvia Earle, esculturas develadas en el marco internacional del Cozumel Scuba Fest.

## Reconocimientos
- Medalla Picasso-Miró, reconocimiento a la labor destacada como "Joven artista hispanoamericano".